# Karl Herzfeld (Bankier)

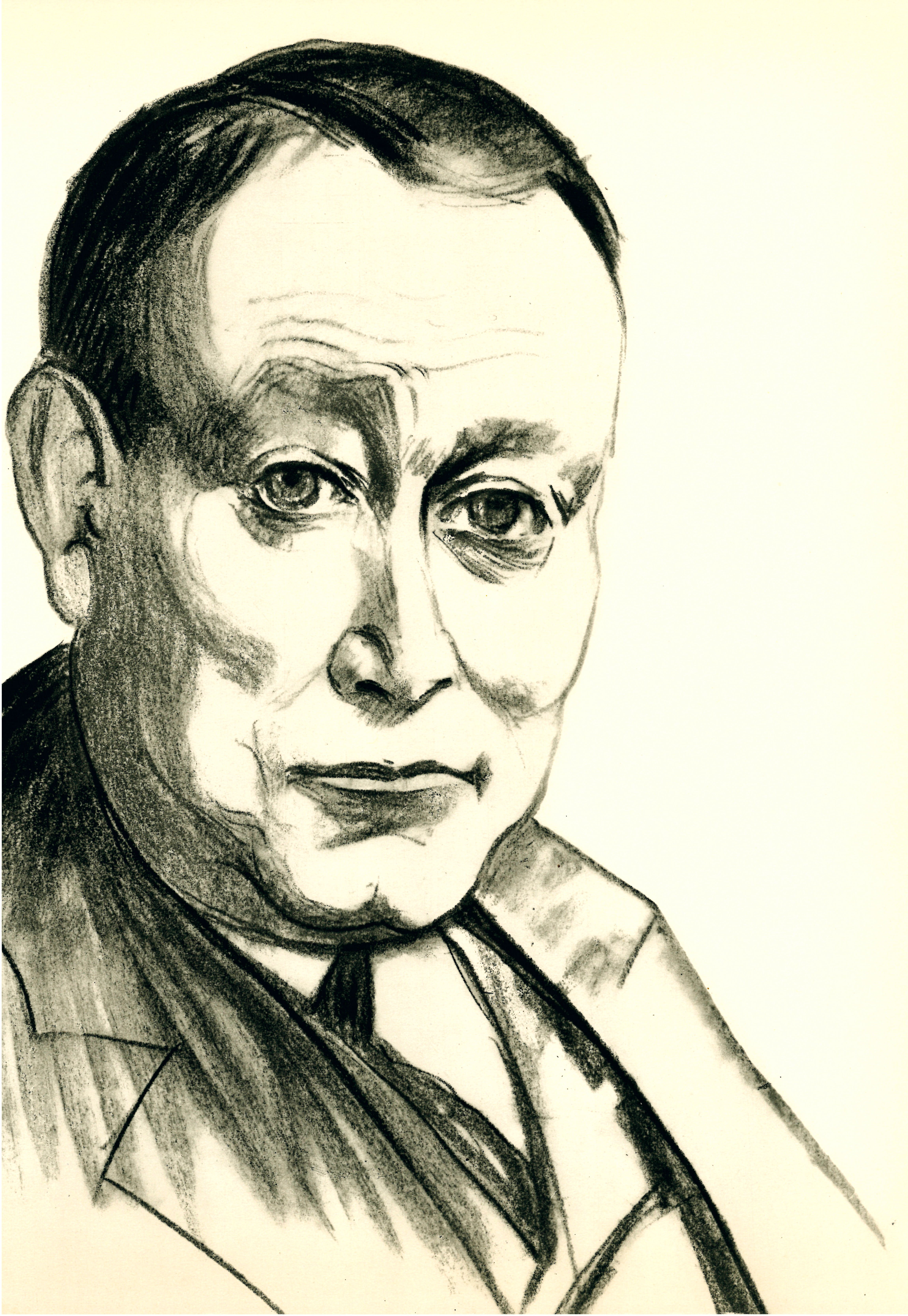
„Dr. Karl Herzfeld“;
Zeichnung von August Heitmüller, um 1929

Das „Gottfried Herzfeld Bankgeschäft“ an der Schillerstraße Ecke Andreaestraße in Hannover;
im Vordergrund links das Bankhaus Adolph Meyer

Karl Herzfeld (geboren 9. Februar 1883 in Hannover; gestorben 13. Juni 1970 in München) war ein deutscher Jurist, Bankier und Verbandsfunktionär jüdischer Religionszugehörigkeit.

## Leben
Karl Herzfeld wurde in die Familie Herzfeld hineingeboren als einer von drei Söhnen von Gottfried Herzfeld (geboren 17. August 1864 in Braunschweig; gestorben 25. Oktober 1902 in Hannover), einem Sohn des Braunschweiger Rabbiners Levi Herzfeld. Seine Mutter war Jenny Meyer (geboren 29. Juli 1851 in Hannover; gestorben 30. Dezember 1934 ebenda), eine Tochter des hannoverschen Landesrabbiners Samuel Ephraim Meyer. Karls Brüder waren Rudolf (geboren 19. September 1872 in Hannover; gestorben 5. März 1939 im Vereinigten Königreich) und Otto Herzfeld (geboren 1873; gestorben 29. Juli 1887 an Diphtherie).
Karl Herzfeld studierte Rechtswissenschaften und erwarb den Dr. jur. Anschließend war er als Gerichtsassessor tätig. Er ließ sich außer Dienst stellen, um 1902 als Teilhaber in das 1874 errichtete Bankhaus Gottfried Herzfeld einzusteigen.
In den 1920er Jahren zählte Karl Herzfeld – einer von seinerzeit rund 6000 in Hannover lebenden Juden – zu den führenden jüdischen Persönlichkeiten der Stadt. Der Privatbankier war Vorsitzender des Vereins Hannoverscher Bankfirmen e.V., Mitglied der Industrie- und Handelskammer zu Hannover und stellvertretender Vorsitzender im Verband Deutscher Privatbankiers e.V. mit Sitz in Dresden.
Karl Herzfeld überlebte den Holocaust und starb 1970 in der bayerischen Landeshauptstadt.